# Acanthocis
Acanthocis là một chi tree-fungus bọ cánh cứng thuộc họ Ciidae.

## Các loài
- Acanthocis inonoti Miyatake, 1955
- Acanthocis quadridentatus Nobuchi & Wada, 1959